# Augusto Righi
Augusto Righi (ur. 27 sierpnia 1850 w Bolonii, zm. 8 czerwca 1920 tamże) – włoski fizyk, jeden z pionierów badań fal elektromagnetycznych i nad fizyką ciała stałego, związany z Uniwersytetem Bolońskim, wyróżniony w roku 1905 przez Royal Society – jako jeden z pierwszych – przyznaniem Hughes Medal.

## Życiorys
Urodził się w Bolonii, gdzie ukończył studia na Uniwersytecie Bolońskim, uzyskując w roku 1872 stopień BS inżynierii lądowej. W następnych latach pracował jako:
- wykładowca fizyki w Istituto Tecnico di Bologna (1873–1880),
- profesor fizyki na Uniwersytecie w Palermo (Università degli Studi di Palermo, 1880–1885),
- profesor fizyki na Uniwersytecie w Padwie (1885–1889),
- profesor fizyki na Uniwersytecie Bolońskim (1889–1920).

Jednym z jego uczniów na Uniwersytecie w Bolonii był Guglielmo Marconi – młody pasjonat elektryczności i elektromagnetyzmu. Gdy Marconi nie zdał wstępnych egzaminów na uniwersytet, szanowany już wówczas prof. Augusto Righi umożliwił mu wysłuchanie swoich wykładów, korzystanie z uniwersyteckiej biblioteki i udział w badaniach laboratoryjnych (lata 1892–1895).

## Badania naukowe i wynalazki
W ramach pracy dyplomowej, wykonywanej w Bolonii, Augusto Righi wybudował maszynę elektrostatyczną (elettrometro ad induzione di Righi), która bywa uznawana za przodka akceleratora Van de Graaffa. W następnych latach podejmował badania w wielu obszarach fizyki.
W roku 1878 przedstawił na Wystawie Światowej w Paryżu swoją modyfikację telefonu Alexandra G. Bella, którego prototyp został przedstawiony do opatentowania w roku 1876. Righi w istotnym stopniu zmodyfikował konstrukcję głośnika, jednak urządzenie nie odniosło spodziewanego sukcesu komercyjnego.
Kierunek badań naukowych, uznawanych za najbardziej doniosłe, Augusto Righi wybrał pod wpływem fascynacji pracami Heinricha Hertza, który w latach 1886–1888 doświadczalnie potwierdził istnienie fal elektromagnetycznych (wskazując możliwości ich wytwarzania i odbierania) oraz słuszność równań Maxwella, opisujących właściwości i oddziaływanie pola elektrycznego i magnetycznego. Korzystając ze zmodyfikowanego przez siebie oscylatora Hertza A. Righi wykonał eksperymenty potwierdzające elektromagnetyczny charakter światła oraz umożliwiające pierwsze obserwacje efektów fotoelektrycznych – zauważył, że płyta naświetlana wiązką promieniowania ultrafioletowego jest naładowana dodatnio, a więc promieniowanie ogranicza emisję elektronów z powierzchni metalu. 

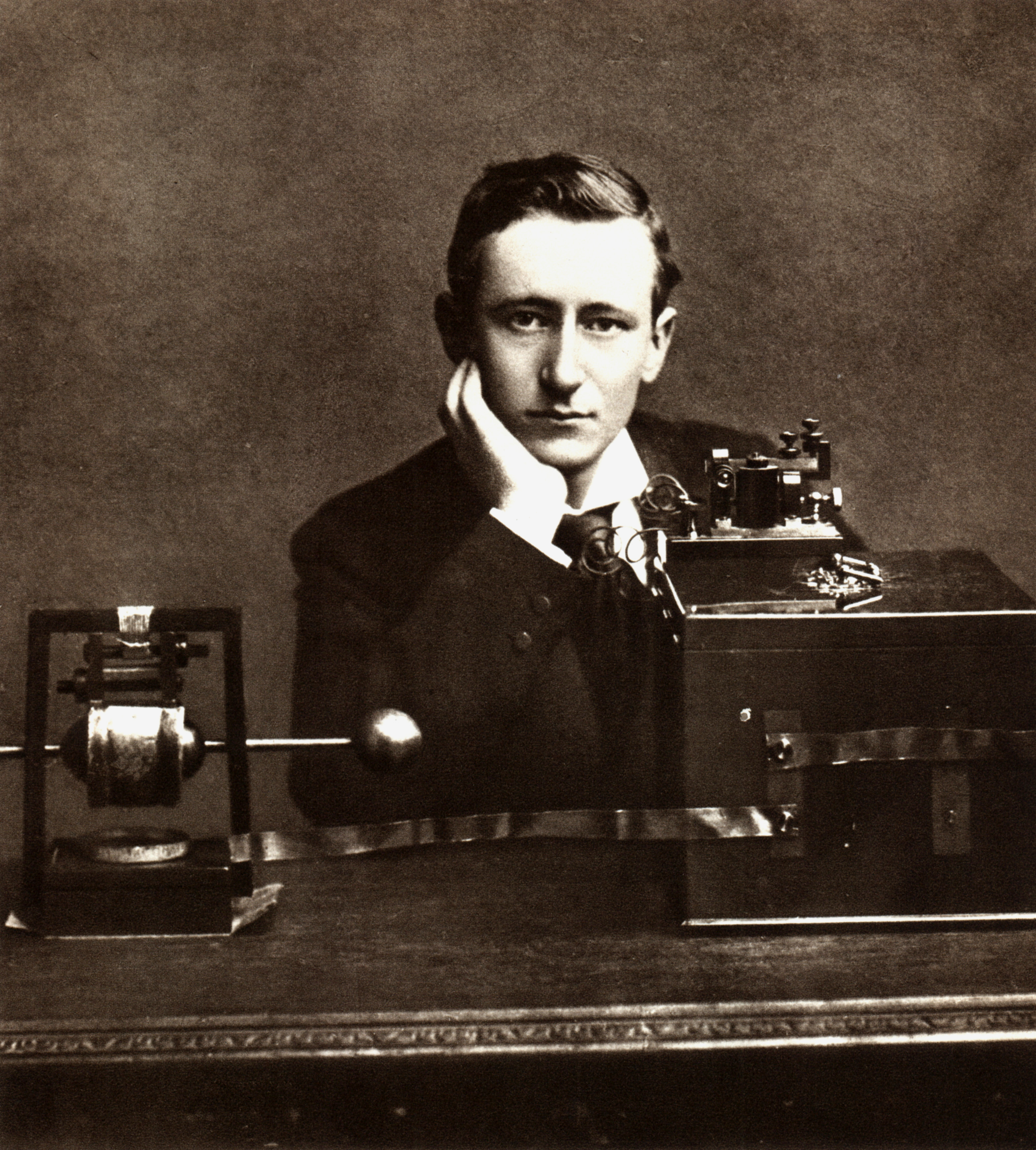
Guglielmo Marconi z nadajnikiem

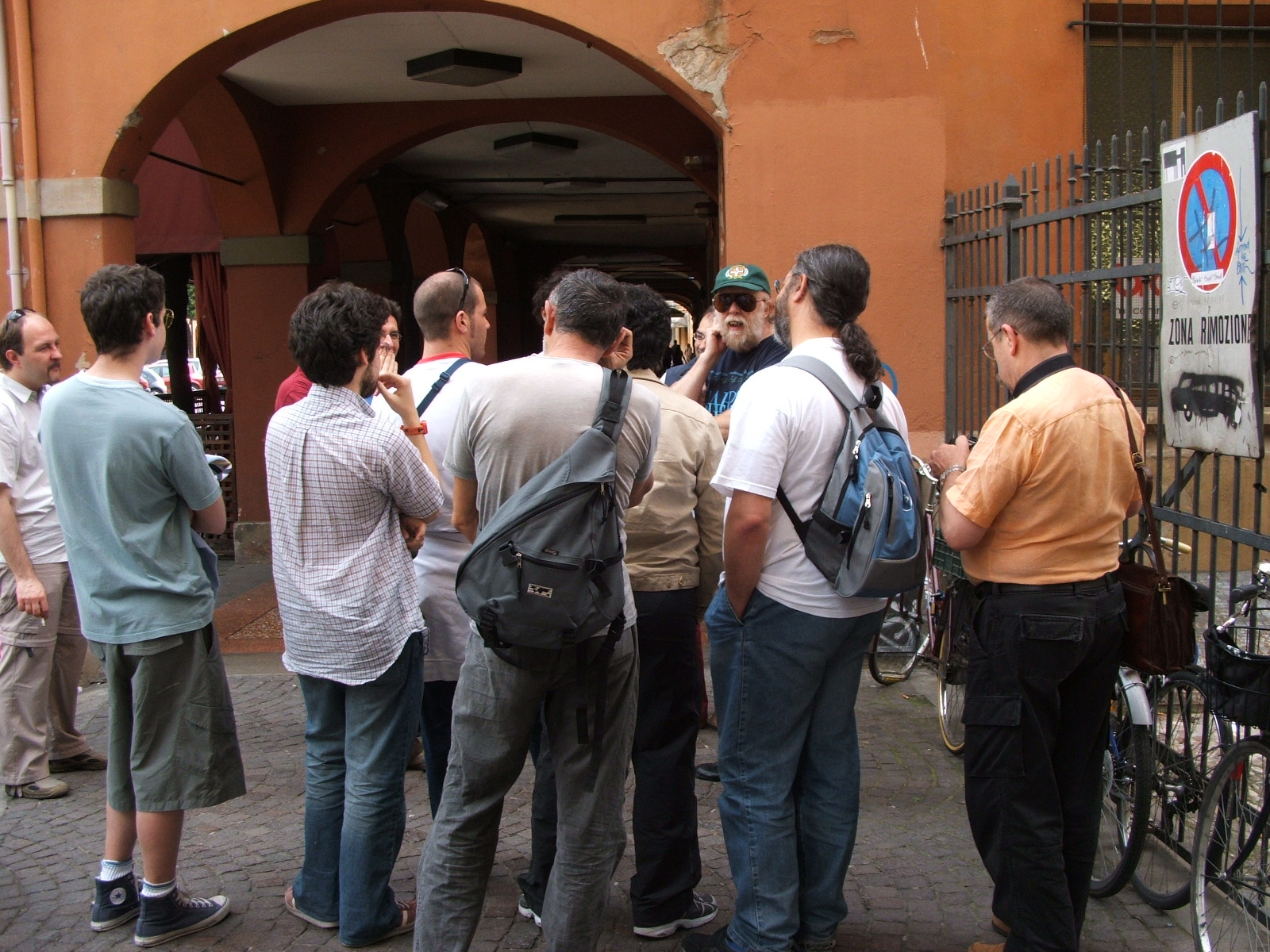
Grupa uczestników Wikiraduno Bologna 2006, przy Via Augusto Righi

Istotnym wkładem, jaki wniósł A. Righi w poznanie istoty promieniowania elektromagnetycznego, było rozszerzenie zakresu badań wykonanych przez Hertza (przedwcześnie zmarłego w roku 1894) za pomocą promieniowania o długości fali nieco poniżej jednego metra. Righi skonstruował urządzenia umożliwiające badania z zastosowaniem promieniowania o długości fali poniżej 2,5 cm, co utorowało drogę do badań w dziedzinie mikrofal (zob. widmo fal elektromagnetycznych). Nowy rodzaj oscylatora umożliwił badania podstawowe – obserwacje właściwości fal elektromagnetycznych (odbicie, załamanie, interferencja, dyfrakcja, polaryzacja). Wyniki badań A. Righi opublikował w książce Ottica delle oscillazioni elettriche (1897). Opisał również sposoby otrzymywania fal o różnej długości i określonym zasięgu (przypuszcza się, że ograniczenie badań do zasięgu 25 metrów było związane z długością korytarza w laboratorium). W roku 1900 rozpoczął również badania promieniowania X. W roku 1903 napisał pierwszą pracę na temat telegrafu bezprzewodowego.
Oscylator, który skonstruował A. Righi, został wykorzystany komercyjnie w nadajnikach radiowych przez Marconiego.
Augusto Righi należał do grupy założycieli naukowego stowarzyszenia Società Italiana di Fisica (SIF), które utworzono w roku 1897. Był jego wiceprezesem w latach 1899–1900 i prezesem przez kolejne dwa lata.

## Publikacje
Tłumaczono i wznawiano wydania książek:
- Die Optik der elektrischen Schwingungen Experimental-Untersuchungen uber elektromagnetische Analoga zu den wichtigsten Erscheinungen der Optik (1898)[7],
- Modern Theory of Physical Phenomena, Radio-Activity, Ions, Electrons (1904)[1][8].

## Wyróżnienia i upamiętnienie
Augusto Righi był kilkakrotnie nominowany do Nagród Nobla w dziedzinie fizyki, jednak jej nie otrzymał. Jego istotny wkład w rozwój tej nauki trzykrotnie wspominali inni laureaci, w czasie uroczystości wręczania nagród za:
- 1902 – badania nad wpływem magnetyzmu na zjawisko promieniowania (Hendrik Lorentz i Pieter Zeeman),
- 1905 – prace dotyczące promieni katodowych (Philipp Lenard),
- 1909 – wkład w rozwój telegrafii bezprzewodowej (Karl Ferdinand Braun i Guglielmo Marconi).

W biogramie zamieszczonym w Notable Names Database wymieniono:
- Hughes Medal (1905),
- Matteucci Medal (1882),
- członkostwo rady miasta Modena, Emilia-Romania,
- nazwanie Asteroidy (16766) Righi.

Wśród innych dowodów pamięci znajduje się m.in.:
- nazwanie Via Augusto Righi jednej z ulic w Bolonii[9],
- nadanie jego imienia Instytutowi Fizyki na Uniwersytecie Bolońskim[2],
- wydanie znaczka pocztowego Augusto Righi, physicist z okazji 100-lecia urodzin[10].